# Amphidiscella atlantica
Amphidiscella atlantica är en svampdjursart som beskrevs av Konstantin R. Tabachnick och Collins 2008. Amphidiscella atlantica ingår i släktet Amphidiscella och familjen Euplectellidae. Inga underarter finns listade i Catalogue of Life.